# (8150) Kaluga
(8150) Kaluga (1985 QL4) – planetoida z pasa głównego asteroid okrążająca Słońce w ciągu 5,72 lat w średniej odległości 3,2 au. Odkryta 24 sierpnia 1985 roku.